# Emerson Hyndman
Pour les articles homonymes, voir Hyndman.
Emerson Hyndman né le 9 avril 1996 à Dallas dans l'État du Texas, est un joueur international américain de soccer jouant au poste de milieu à Memphis 901 en USL Championship.

## Biographie

### Parcours en club
Le 9 janvier 2017, il est prêté au Rangers FC.
Le 8 août 2018, il est prêté à Hibernian.
Le 2 juillet, il est prêté à Atlanta United. Son option d'achat est levée le 9 décembre 2019. Il quitte le club de Géorgie le 4 janvier 2023 après quatre saisons passées au club.
Libre de tout contrat, il s'engage à Memphis 901 en USL Championship le 9 juin 2023 et fait son début avec cette équipe dès le lendemain, entrant en cours de jeu dans une victoire 1-3 face à Louisville City.

### Parcours en sélection
Avec la sélection américaine, il participe au championnat de la CONCACAF des moins de 20 ans en 2015 et à la Coupe du monde des moins de 20 ans 2015. Lors du mondial organisé en Nouvelle-Zélande, il joue trois matchs.

## Palmarès
Atlanta United
- Vainqueur de la Campeones Cup en 2019
- Vainqueur de la Coupe des États-Unis en 2019